# Scream Street (serie de televisión animada)
Scream Street (en Hispanoamérica La calle Scream) es una serie de televisión de terror y comedia animada de origen británico en stop motion para niños, que se emite en el canal CBBC en el Reino Unido. Es una serie basada en los libros del mismo nombre de Tommy Donbavand. En 2020 se confirmó una segunda serie.
| Scream Street (UK) - La calle Scream (LA) | Scream Street (UK) - La calle Scream (LA) |
| ----------------------------------------- | --- |
| Género                                    | - Infantil - Comedia de terror - Animación en stop motion                                                                                        |
| Creado por                                | Tommy Donbavand |
| Residencia en                             | Scream Streetde Tommy Donbavand |
| Escrito por                               | Ben Ward Giles Pilbrow Mark Huckerby Nick Ostler Tony Cooke Dan Gaster Reid Harrison Tommy Donbavand Jason Hazeley Joel Morris Georgia Pritchett |
| Dirigido por                              | Geoff Walker |
| Protagonizando                            | - Tyger Drew-Honey - Rasmus Hardiker - Tala Gouveia - Claire Skinner - Jim Howick - Debra Stephenson - John Thomson                              |
| Tema principal                            | "Scream Street" interpretada por Rasmus Hardiker                                                                                                 |
| Tema final                                | "Scream Street" (instrumental) |
| Compositor                                | Gareth Davies |
| País de origen                            | Reino Unido |
| Idioma original                           | Inglés |
| No. de serie                              | 2 |
| No. de episodios                          | 52 |
| Producción                                | |
| Productores ejecutivos                    | Zoe Bamsey Helen McAleer Katharina Pietzsch Lucy Pryke Giles Pilbrow                                                                             |
| Productor                                 | Phil Chalk |
| Cinematografía                            | Martin Kelly |
| Tiempo de ejecución                       | 11 minutos |
| Compañías de producción                   | Fábrica Coolabi Productions Ingenious Media ZDF Enterprises                                                                                      |
| Distribuidor                              | CBBCBBC |
| Lanzamiento                               | |
| Red original                              | CBBCBBC |
| Formato de imagen                         | 16:9 |
| Formato de audio                          | Estéreo |
| Lanzamiento original                      | 21 de octubre de 2015 (Reino Unido) - actualidad                                                                                                 |

## Sinopsis
La serie se centra en Luke Watson, un niño que solía vivir una vida normal con sus padres. Pero después de que comienza a convertirse en un hombre lobo, Luke y sus padres se trasladan a La calle Scream, una ciudad habitada por monstruos. Luke se hace amigo de otros dos residentes de La calle Scream, un vampiro llamado Resus Negative y una momia llamada Cleo Farr.

## Personajes

### Principal
- Tyger Drew-Honey como Luke Watson, es un adolescente aventurero que acaba de descubrir que es un hombre lobo inestable.
- Rasmus Hardiker como Resus Negative, un "vampiro estrella de rock" sarcástico pero divertido, que no tiene colmillos de vampiro, no puede transformarse en murciélago y bebe jugo de tomate en lugar de sangre.
- Tala Gouveia como Cleo Farr, una momia de 6.000 años que se hace amiga de Luke y Resus, a pesar de saber que sin ella van a envejecer.
- Claire Skinner como Sue Watson, la madre de Luke, que hace todo lo posible para mantener a su familia bajo control.
  - Skinner también da voz a Luella, la sobrina de Eefa y admiradora de Resus.
- Jim Howick como  dixon  y Mr. Watson, el padre de Luke, un hombre demasiado sensible que aún no se ha acostumbrado a la vida en Scream Street
- Debra Stephenson como Eefa, la bruja.
- John Thomson como varios roles.

## Doblaje Lationoaméricano
| Personaje                       | Actor de doblaje (Mexicano)       |
| Doug                            | David Allende                     |
| Luke Watson                     | Iván Bastidas                     |
| Cleo Farr                       | Andrea Orozco                     |
| Resus Negativo                  | Gabriel Ramos                     |
| Susan Watson (Mamá de Luke)     | Isabel Martiñon                   |
| Michael Watson (Papá de Luke)   | Jorge Ornelas                     |
| Otto Malgesto                   | Carlos del Campo                  |
| Alston Negativo (Papá de Resus) | Armando Coria                     |
| Doblado por                     | Candiani Dubbing Studios (México) |

## Transmisión
En Hispanoamérica se transmite en el canal Discovery Kids el 17 de octubre de 2016, en México se transmite por el Canal Once y su canal hermano Once Niños desde octubre de 2018, en Ecuador se transmite por TC Televisión desde el 9 de enero de 2021 y en Chile se transmite en NTV